# Annika Tännström
Annika Tännström, född 1966, är en svensk moderat politiker, sedan 2018 ordförande i Regionfullmäktige i Västra Götalandsregionen. Hon var tidigare regionråd i Västra Götalandsregionen under åren 2006-2018. 
Tännström är engagerad i frågor rörande psykiatri, ambulansflyg och -helikopter, samt akutsjukvård. 
Hon är också vice ordförande i Kommunalförbundet Svenskt Ambulansflyg och Svensk Luftambulans. Vice ordförande i Sveriges Kommuner och Regioners Beredning för Internationella frågor. Tidigare ledamot i Styrelsen för Sahlgrenska Universitetssjukhuset.
Annika Tännström bor i Kungälvs kommun men kommer ursprungligen från Värmland.